# Příslop (Chroboly)
Příslop je malá vesnice, část obce Chroboly v okrese Prachatice v Jihočeském kraji. Nachází se asi pět kilometrů východně od Chrobol, pod horu Vrata (856 metrů). Je zde evidováno 7 adres. V roce 2011 zde trvale žilo devět obyvatel. Příslop leží v katastrálním území Záhoří u Chrobol o výměře 11,15 km².
Jde o unikátní osadu, která prakticky konzervuje architektonický stav z přelomu 19. a 20. století. Část původních objektů po válce zanikla, ale zbylé se, díky vlně chalupaření, podařilo zachovat. Citlivý a odpovědný přístup chalupářů se odráží v atmosféře kouzelného místa "na konci světa" (obec není průjezdná), kde jakoby se zastavil čas. Uprostřed nádherné přírody leží pět udržovaných, původně zemědělských usedlostí.
K 17. únoru 2017 nabylo právní moci rozhodnutí o prohlášení jádra vesnice vesnickou památkovou zónou. Žádný objekt ve vsi však není zapsán jako kulturní památka.

## Historie
První písemná zmínka o vesnici pochází z roku 1400. Starobylý název sídla znamená horské sedlo nebo příkrá stráň.

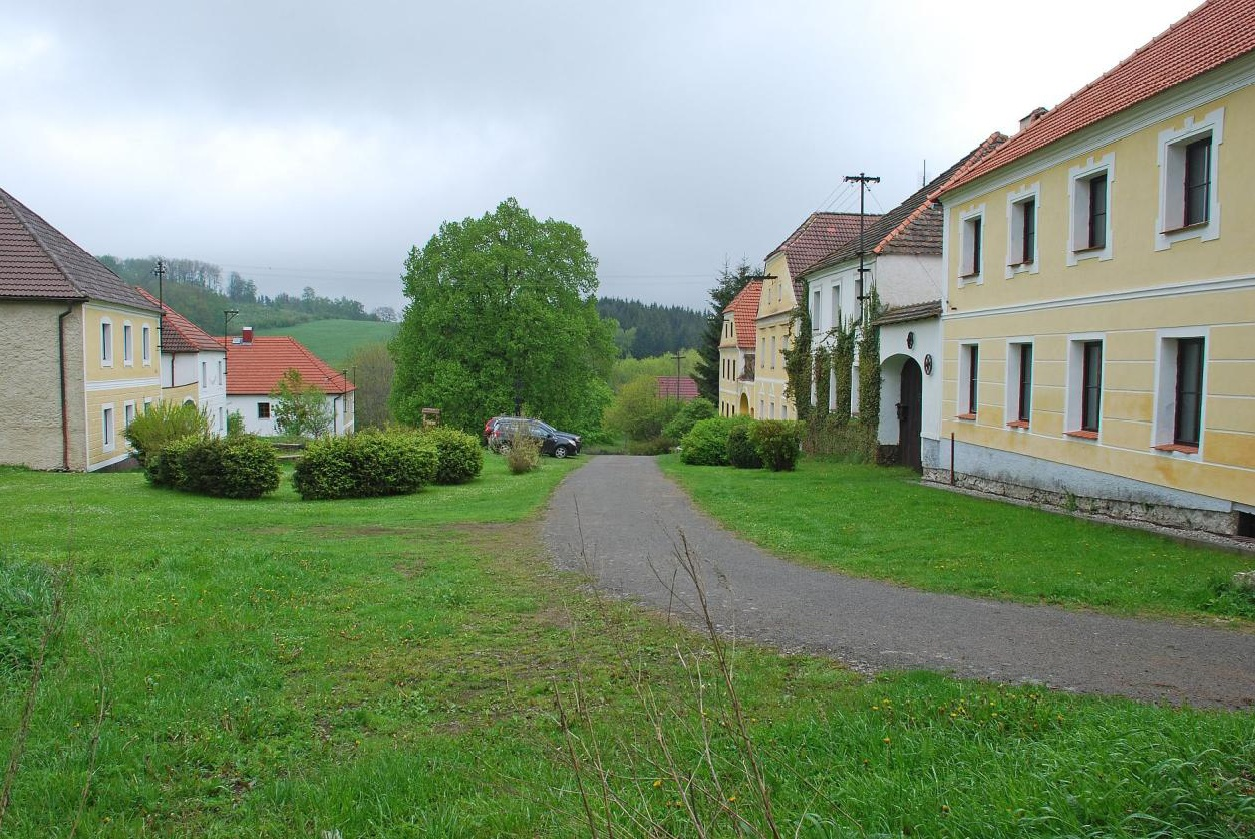

Půdorys obce je prakticky nezměněn již několik století a na jednotlivých vojenských mapováních z dob Rakouska-Uherska si to lze pohodlně dohledat. Osídlení tohoto místa však sahá ještě mnohem dále do historie. Příslop je navzdory své odlehlé poloze a vysoké nadmořské výšce sídlem vrcholně středověkého původu. Okolí ale bylo osídleno již v pravěku. Předpokládá se, že na hoře Vrata mohlo existovat halštatské hradiště, kontrolující historické stezky z vnitrozemí Čech do Podunají. Toto hradiště bylo obývané i Slovany a určitý význam si udrželo až do 13. století. V té době bylo prameny označováno jako Drslavův hrad. Jednoznačné spojení Drslavova hradu, známého z písemných pramenů, s hradištěm ale není doloženo. Příslop byl založen patrně kolonizační aktivitou Zlatokorunského kláštera. Ten po roce 1263 dostal od Přemysla Otakara II. rozsáhlé území jižně od Netolic (včetně Drslavova hradu) a roku 1290 získal od Voka ze Strunkovic i blízké Záhoří u Chrobol spolu s „horou Drslavovou“. Samotná vesnice se v písemných pramenech objevuje poprvé okolo roku 1400. Po zániku klášterních držav ves přešla, stejně jako podstatná část někdejšího klášterství, k Českému Krumlovu. V 15. století byla spravována rychtou ve Lhenicích, později v sousedním Záhoří. Roku 1654 zde bylo údaji berní ruly zaznamenáno 7 selských usedlostí. K českokrumlovskému panství pak ves patřila až do roku 1850, poté přešla pod správu sousedního soudního a politického okresu Prachatice. Roku 1848 měla ves 9 domů a 82 obyvatel.
Obec byla osídlena do roku 1945 převážně německým obyvatelstvem, které bylo v rámci poválečného odsunu vystěhováno. Na krátkou dobu je částečně nahradili dosídlenci, kteří tu nějaký čas hospodařili, než došlo ke kolektivizaci zemědělství a novému vyvlastnění. Hospodářská část usedlostí tak ztratila svou původní úlohu i odpovědné majitele. Po několika letech hospodaření zemědělského družstva podstatná část hospodářských staveb zchátrala a z větší části zanikla. Chalupářům se totiž prodávaly toliko obytné části staveb. Když později dostali možnost odkoupit i tyto původně zemědělsky využívané části usedlostí, nezbylo již mnoho k záchraně. Přesto je i ze zbytků zdí chlévů zřejmé členění a původní účel staveb.

## Obyvatelstvo
| Rok            | 1869 | 1880 | 1890 | 1900 | 1910 | 1921 | 1930 | 1950 | 1961 | 1970 | 1980 | 1991 | 2001 | 2011 | 2021 |
| -------------- | ---- | ---- | ---- | ---- | ---- | ---- | ---- | ---- | ---- | ---- | ---- | ---- | ---- | ---- | ---- |
| Počet obyvatel | 91   | 80   | 72   | 69   | 68   | 82   | 90   | 47   | 17   | 6    | 1    | 0    | 2    | 9    | 10   |
| Počet domů     | 9    | 9    | 9    | 9    | 9    | 9    | 9    | 9    | 9    | 1    | 1    | 0    | 8    | 8    | 9    |

## Obecní správa
Při sčítání lidu v letech 1850–1959 Příslop byl osadou obce Záhoří v okrese Prachatice. Od roku 1960 je částí obce Chroboly v okrese Prachatice.

## Urbanistická struktura vesnice
Zástavba jednotlivých usedlostí byla tvořena velmi kompaktními, těsně řazenými usedlostmi většinou s trojbokým uspořádáním po stranách středního úzkého dvora. Některé usedlosti se do počátku 19. století již začaly uzavírat do čtyřstranných forem dvora. V pozdější době vznikly jen dvě chalupy na svahu pod vesnicí, jak stav zaznamenalo mapování stabilního katastru roku 1827. V průběhu 19. století došlo k dělení některých usedlostí na návsi a s tím spojené výstavbě nových obytných domů. Nově vznikla pazderna, stojící o samotě jižně od vsi. Tím se prostorový vývoj vesnice prakticky uzavřel. V době po druhé světové válce byla vesnice částečně postižena demolicemi. Zanikly tři z původních sedmi velkých usedlostí i několik chalup a hospodářských staveb.
Ve vsi se dochoval mimořádně hodnotný soubor zděné lidové architektury ze druhé poloviny 19. a počátku 20. století, typické pro východní Pošumaví v pásmu mezi Prachaticemi a Lhenicemi. V zástavbě dominují trojboké usedlosti s bránami a velmi mohutnými patrovými domy, kryté polovalbovými nebo valbovými střechami. Již na mapě stabilního katastru z roku 1827 byla zachycena kompaktní, téměř souvislá zástavba velkých trojbokých usedlostí s úzkými vnitřními dvory, tvořící téměř souvislé uliční fronty.
Nejhodnotnějšími památkami lidové architektury jsou usedlosti čp. 2 a 3 na jihozápadní straně návsi. Dům po pravé straně je patrová pozdně klasicistní stavba s polovalbovou střechou. Fasády přízemí člení pásová bosáž, nad okny jsou štukové motivy sluncí. Naproti domu (na místě původně dřevěné hospodářské stavby) stojí druhé patrové obytné stavení (čp. 3), datované 1869, kryté polovalbovou střechou. Fasádu člení jemný štukový dekor - římsa s plastickým vlysem, okenní šambrány se suprafenestrami a oválný medailon v lichoběžníkovém štítu. Úzký dvůr usedlosti uzavírá půlelipticky klenutá brána se dvěma kapličkovými nikami po stranách, v usedlosti se dochovaly zbytky hospodářských staveb.
V sousedních usedlostech čp. 1 a 5 se dochoval patrový podélně orientovaný dům s valbovou střechou a jednoduše členěnou pozdně klasicistní až eklektickou fasádou s okenními šambránami. Obdobně řešené průčelí má i protější, rovněž obytné patrové stavení. Do dvora vede segmentová brána, i zde se dochovaly zbytky hospodářské stavby.
Na protilehlé severovýchodní straně návsi stojí usedlosti čp. 8 a 9. Dům čp. 8 je patrový, krytý valbovou střechou, datovaný 1895, s jednoduchou eklektickou fasádou (přízemí je členěno pásovou bosáží). Sám objekt je ale staršího původu, s jádrem nejpozději z počátku 19. století. Protější stavení čp. 9 má obdobné průčelí, pocházející asi z přelomu 19. a 20. století, na dům přímo navazuje patrová hospodářská budova (sýpka) s pavlačí. Dvůr uzavírá bosovaná ohradní zeď se segmentově klenutou bránou a brankou. Patrně poněkud starší je patrový dům čp. 7, jediný zbytek velké usedlosti na východním konci krátké severovýchodní strany návsi. Dům má opět valbovou střechu, patro odděluje římsa s esíčkovým vlysem.
Prostředí návsi doplňuje pěkný litinový kříž na kamenném soklu, datovaný 1867, v horní části návsi je kamenný kříž z roku 1897. Pozoruhodné jsou prvky parteru: staré kamenné tarasní zdi zahrad, zachované zejména v jižní a západní části vsi, úvozová cesta tangující severozápadní okraj intravilánu a agrární valy po obvodu mýtiny a na temeni hory Vrata.
Místní spolek „Za Příslop krásnější“ podal ministerstvu kultury návrh na prohlášení Příslopu vesnickou památkovou zónou, zpracovaný Ing. Arch. Janem Pěstou. K 17. únoru 2017 nabylo právní moci rozhodnutí, kterým bylo návrhu vyhověno. Žádný objekt ve vsi však není jednotlivě zapsán jako kulturní památka.